# 山貓岩
62°32′22.1″S 60°32′59.2″W / 62.539472°S 60.549778°W
山貓岩（Lynx Rocks），是南極洲的岩石，它位於南設得蘭群島的利文斯頓島北部，處於西丁斯角以西5.95公里、庫克倫角東北面3.97公里、阿圭羅角以東6.63公里、布萊克角東南面10.41公里和查普曼岩西南面6.03公里的英雄灣西南部，現時由南極條約體系管理。